# Bognanco
Bognanco (Bognanch in piemontese, Bugnanc nel dialetto ossolano) è un comune italiano di 199 abitanti della provincia del Verbano-Cusio-Ossola in Piemonte.

## Storia

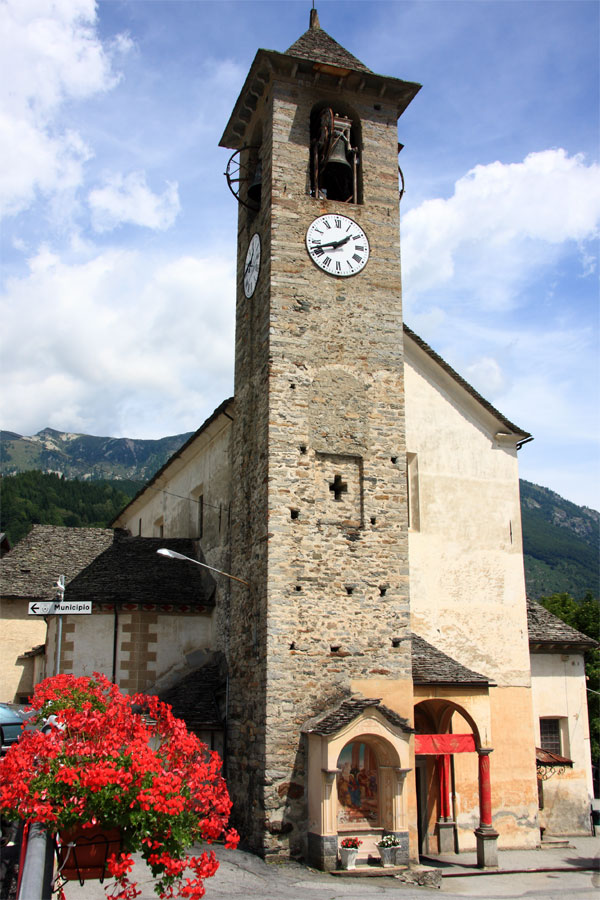
La chiesa parrocchiale

L'attuale comune di Bognanco fu costituito il 7 gennaio 1928 con la soppressione e l'aggregazione dei precedenti comuni soppressi di Bognanco Dentro (detto anche San Lorenzo), Bognanco Fuori e Monte Ossolano, a seguito del regio decreto 1º dicembre 1927 n. 2349. La frazione di Monte Ossolano fu poi separata e aggregata alla città di Domodossola nel 1959

## Geografia fisica

### Territorio
La frazione Fonti è attraversata dal torrente Bogna da cui deriva il toponimo Bognanco e dista pochi chilometri da Domodossola.

## Monumenti e luoghi d'interesse

### Architetture civili
È sede di un'importante stazione termale; le acque delle tre sorgenti che sgorgano a Bognanco in frazione Fonti (Ausonia, Gaudenziana e San Lorenzo) sono utilizzate per scopi terapeutici e per l'imbottigliamento e la vendita come acque minerali.

## Società

### Evoluzione demografica
Abitanti censiti

## Geografia antropica
Il comune è costituito da diverse frazioni: Bei, Camisanca, Fonti, Moraso, Pioi, Pizzanco, San Marco, Pianezza, Monticchio e il capoluogo San Lorenzo dove si trova la sede comunale e la chiesa parrocchiale dedicata appunto a San Lorenzo.

## Infrastrutture e trasporti
Da Bognanco passa la mulattiera Stockalperweg, voluta intorno al 1630 dal barone Stockalper per collegare la Svizzera all'Italia e favorire i commerci. Questo sentiero escursionistico attraversa paesaggi naturali ancora intatti e può tuttora essere percorsa a piedi. Dal Distretto di Briga al Passo del Sempione corre parallela all'attuale strada asfaltata (sulla sua sinistra orografica). Poi, giunta a Gondo, punta decisamente a meridione, abbandonando la Val Divedro e raggiungendo Domodossola passando dalla Val Vaira (Zwischbergental) e dalla Val Bognanco.
È di proprietà del comune il Bivacco Ambrogio Fogar intitolato ad Ambrogio Fogar.

## Economia

### Turismo
A ridosso dell'azienda di imbottigliamento dell'acqua delle Terme Bognanco, sorge un parco termale.

### Industria
Nel territorio comunale è presente la centrale idroelettrica di Bognanco-Dagliano.

## Amministrazione
Di seguito è presentata una tabella relativa alle amministrazioni che si sono succedute in questo comune.
| Periodo        | Periodo         | Primo cittadino   | Partito                           | Carica  | Note       |
| -------------- | --------------- | ----------------- | --------------------------------- | ------- | ---------- |
| 24 aprile 1995 | 14 giugno 1999  | Giuseppe Maccagno | centro                            | Sindaco | [ 8 ]      |
| 14 giugno 1999 | 14 giugno 2004  | Giuseppe Maccagno | lista civica                      | Sindaco | [ 8 ]      |
| 14 giugno 2004 | 8 giugno 2009   | Mauro Valentini   | lista civica                      | Sindaco | [ 8 ]      |
| 8 giugno 2009  | 26 maggio 2014  | Giuseppe Maccagno | lista civica                      | Sindaco | [ 8 ]      |
| 26 maggio 2014 | 29 gennaio 2018 | Remigio Mancini   | lista civica L'unione fa la valle | Sindaco | Sfiduciato |
| 10 giugno 2018 | in carica       | Mauro Valentini   | lista civica Per Bognanco         | Sindaco | [ 8 ]      |

### Altre informazioni amministrative
Fa parte dell'unione di comuni montana delle Valli dell'Ossola.